# Fferyllt
Fferyllt est un groupe de folk metal russe, originaire de Krasnodar. Le groupe joue du folk metal symphonique avec divers instruments traditionnels d'Europe occidentale.

## Biographie
Fferyllt est formé en 2003 à Krasnodar. Le groupe enregistre sa première démo intitulée A Celtic Tale, auto-publiée par Dmitry Eliseev en 2006, limitée à 20 exemplaires, dans le but de chercher de nouveaux membres pour le groupe.
En 2009, ils produisent leur premier album studio, intitulé Dance of Druids, publié en février au label Stygian Crypt Productions. Quelques musiciens sont invités pour l'enregistrement dont Vladimir Cherepovskiy (Arkona), Simon Muller (Folkearth, Excelsis, Sunuthar), Diana Timoschenko (Oneyros), Sonja Tavormina (Suada), Pablo Allen (Skiltron). L'album contient deux chansons bonus : des reprises d'Ensiferum (LAI LAI HEI) et d'Eluveitie (Inis Mona). La couverture est réalisée par la designer Diana Lebedeva à Moscou,,,. Cette même année, le groupe publie l'EP Thurisaz.
Le 1er janvier 2012, la chanteuse Natalya Gladkova annonce dans une vidéo, l'enregistrement d'un deuxième album, intitulé The Prediction. Il sera encore une fois publié par le label Stygian Crypt Productions. L'album est dédié à la dernière bataille des dieux nordiques, Ragnarok. En milieu d'année sort l'album live A Celtic Tale - Studio Live at NTK qui comprend des performances scéniques de la formation du groupe entre 2010 et 2012. En septembre 2012, le groupe révèle la couverture de son nouvel album, suivie de la liste des titres en décembre. L'album, finalement intitulé Прорицание 'Prediction est publié en novembre 2012.
Leur troisième album studio, Achanterez, est annoncé le 12 juillet 2015 au label Stygian Crypt Productions. Le groupe y pratique un mélange de folk, symphonique et metal extrême.

## Membres

### Membres actuels
- Ecatherine Godlevskaya – chant (depuis 2013)
- D. « Diarmaid » Eliseev Fedor – claviers, boîte à rythmes, guitare acoustique, bodhrán, harpe, arrangements (depuis 2003)
- Alexey Godlewsky – guitare (2007–2008, depuis 2009)
- Alexey Pushkin  – guitare (depuis 2013)
- Pavel Tuniy – basse (depuis 2012)

### Anciens membres
- Georgiy Tsedov – guitare (2003–2012)
- Natalya Gladkova – chant (2010–2012)
- Alexander Lopatin – chant (2010–2011)
- Alexander Lebedev – basse (2007–2008, 2009–2010)
- Anastasiya Ovcharenko – chant (2010)
- Alexander Davtyan – chant (2009–2010)
- Yanina « Astrid » Zelenskaya – chant (2007–2009)
- Rustam « Ragnar » Borzov – chant (2007–2008)
- Andrey Awdik – guitare (2007–2009)
- Sergey Gritsai – basse
- Evgeniy Martynov – batterie

## Discographie

### Single
- 2009 : Thurisaz

### Reprises
- LAI LAI HEI (d'Ensiferum, extrait de l'album Iron) - sur l'album Dance of Druids
- Inis Mona (d'Eluveitie, extrait de l'album Slania) - sur l'album Dance of Druids